# جيمس ويليس (عسكري)
جيمس ويليس (بالإنجليزية: James Willis)‏ هو عسكري أسترالي، ولد في 18 أكتوبر 1923 في Learmonth, Victoria ‏ في أستراليا، وتوفي في 15 يونيو 2003 في أديلايد في أستراليا.